# Gare de Rosny-sous-Bois
Ne doit pas être confondu avec Gare de Rosny-Bois-Perrier ou Gare de Rosny-sur-Seine.
La gare de Rosny-sous-Bois est une gare ferroviaire française de la ligne de Paris-Est à Mulhouse-Ville, située au centre de la ville de Rosny-sous-Bois, dans le département de la Seine-Saint-Denis, en région Île-de-France.
Elle est mise en service en 1856 par la Compagnie des chemins de fer de l'Est. C'est en 2025 une gare de la Société nationale des chemins de fer français (SNCF), du réseau Transilien, uniquement desservie par des trains de la ligne E du réseau express régional d'Île-de-France (RER).

## Situation ferroviaire

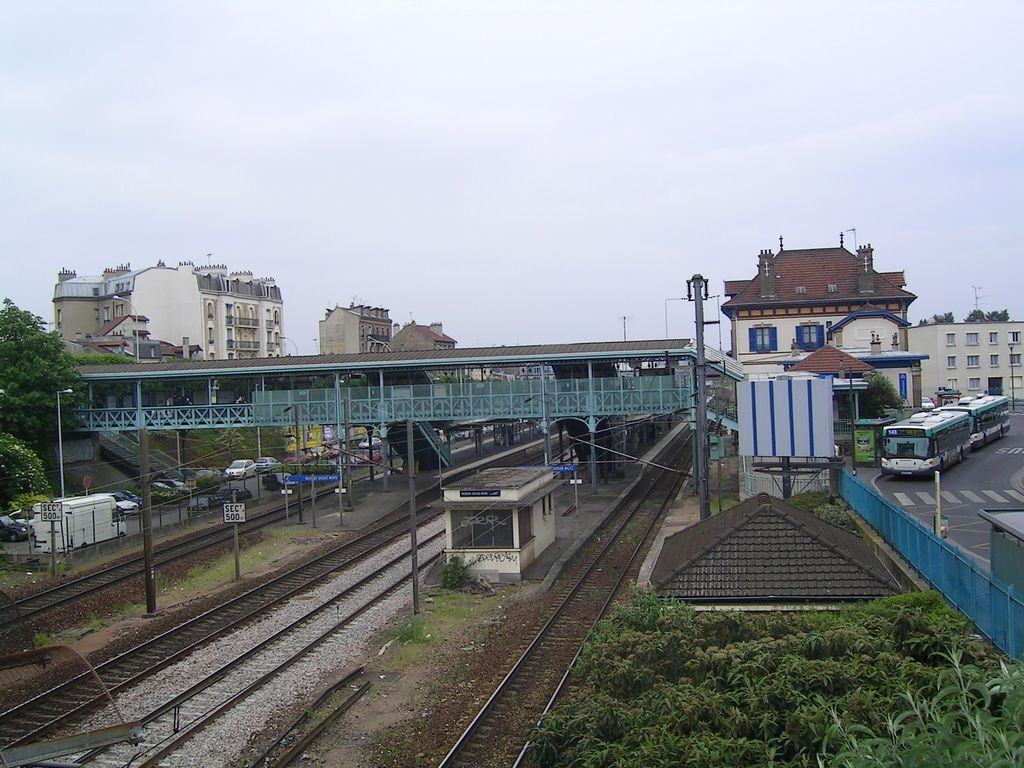
Vue d'ensemble de l'intérieur de la gare.

Établie à 69 mètres d'altitude, la gare de Rosny-sous-Bois se situe :
- au point kilométrique (PK) 12,631 de la ligne de Paris-Est à Mulhouse-Ville, entre les gares de Rosny-Bois-Perrier et du Val de Fontenay ;
- sur un tronçon de voies commun avec la ligne de la grande ceinture de Paris.

## Histoire
Le passage du chemin de fer sur la commune est précisé en 1853 avec l'avant projet du tracé de la ligne de Paris à Mulhouse. Une station est prévue sur le tronçon de Noisy-le-Sec à Nogent - Le Perreux. 

### Première gare - 1856

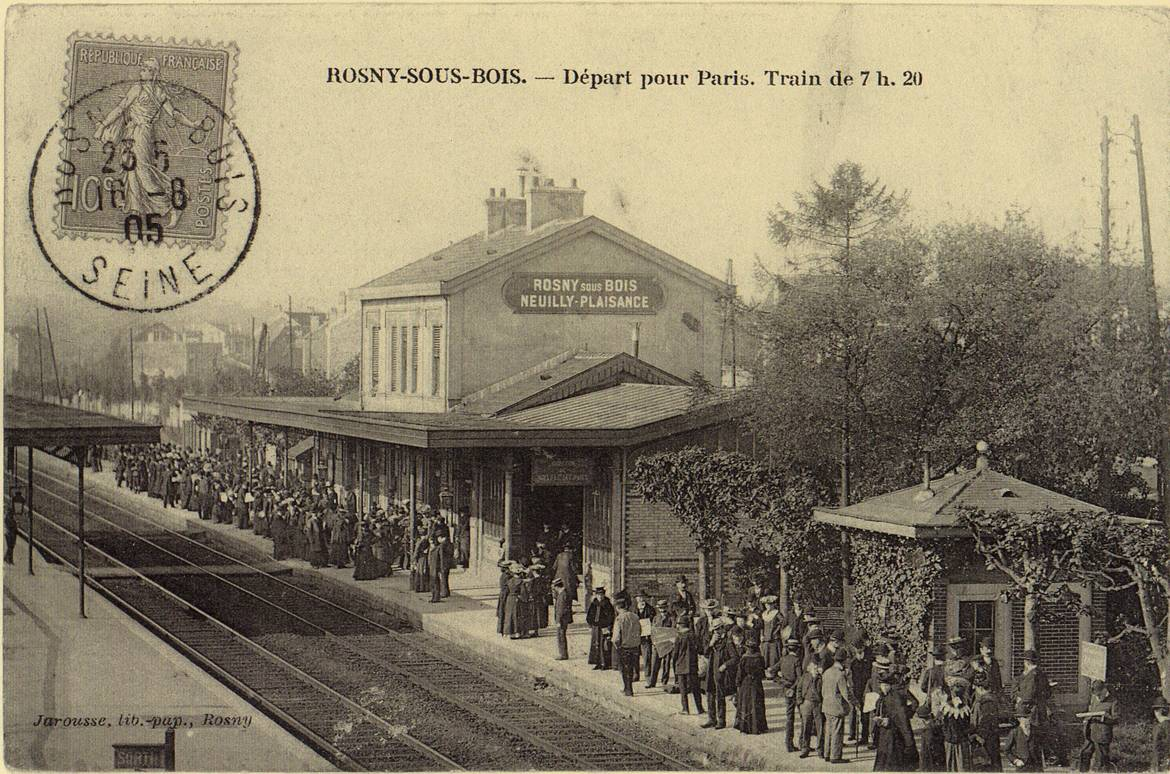
Première gare.

La Compagnie des chemins de fer de l'Est fait une première proposition d'une voie en tranchée passant à proximité du fort de Rosny. Les militaires craignant que cela provoque un point faible, pouvant être utilisé par un agresseur, assortissent leur accord de l'obligation pour la Compagnie de combler la tranchée en cas de conflit. La Compagnie propose un autre tracé contournant à distance les enceintes du fort. Après l'approbation de ce dernier projet par l'État, les travaux sont lancés et réalisés par l'entreprise Parent et Shacken, de Basile Parent et Pierre Schaken, mandatée par la Compagnie de l'Est.
La station de Rosny-sous-Bois est mise en service le 7 juillet 1856, par la Compagnie de l'Est, lorsqu'elle inaugure et ouvre à l'exploitation les 17 kilomètres du tronçon entre les gares de Noisy-le-Sec et de Nogent - Le Perreux. Elle reçoit un bâtiment voyageurs de type 7 qui fut érigé à de nombreux exemplaires sur cette ligne pour des gares de faible ou moyenne importance.
Le chemin de fer va rapidement prendre de l'ampleur : on compte huit dessertes par jour dans chaque sens en semaine et quinze les dimanches et jours fériés. En 1883, la gare compte 211 598 mouvements de voyageurs. L'utilisation de la gare par les habitants de la nouvelle commune de Neuilly-Plaisance et le trafic marchandises est également en hausse avec notamment l'expédition des « pierres à plâtre » des carrières locales.
Au début des années 1890, en raison de sa fréquentation par les habitants de Neuilly-Plaisance, la gare prend le nom de Gare de Rosny-sous-Bois - Neuilly-Plaisance. En 1898, le trafic a augmenté de 245 %, depuis 1883, avec 723 882 mouvements ; il atteint 787 526 en 1902.

### Seconde gare - 1912

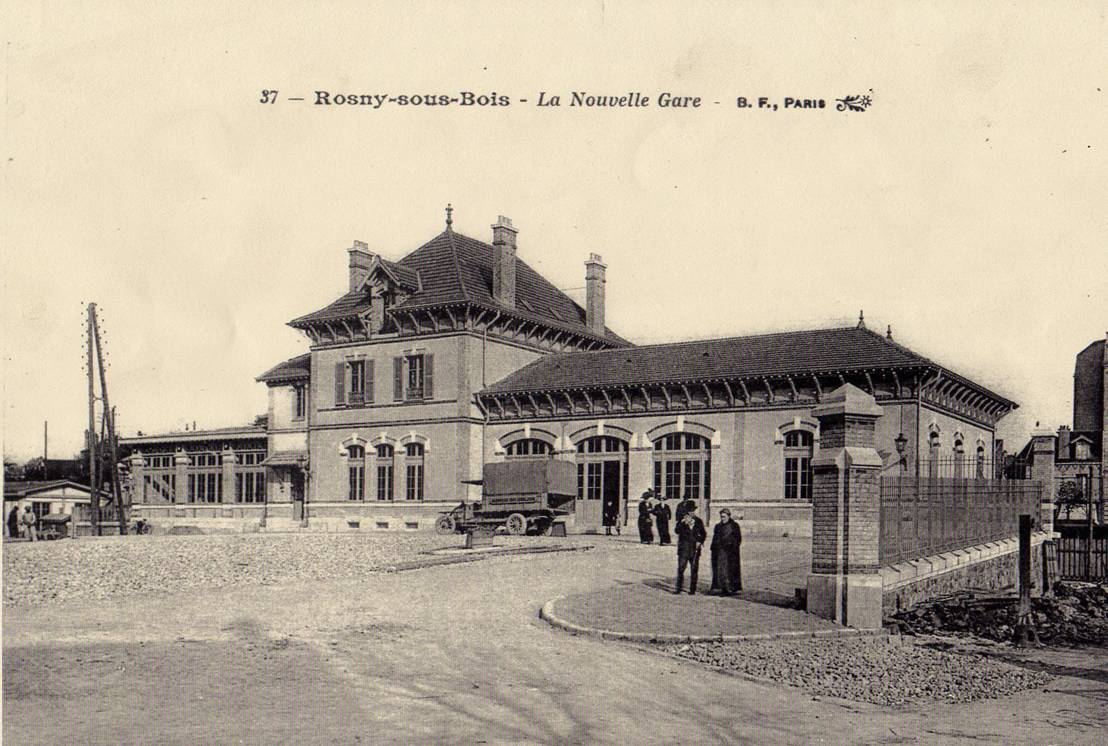
La nouvelle gare.

En 1912, la gare, trop étroite, est démolie et remplacée par celle que l'on connaît aujourd'hui (voir images ci-dessous), et qui est classée monument historique.

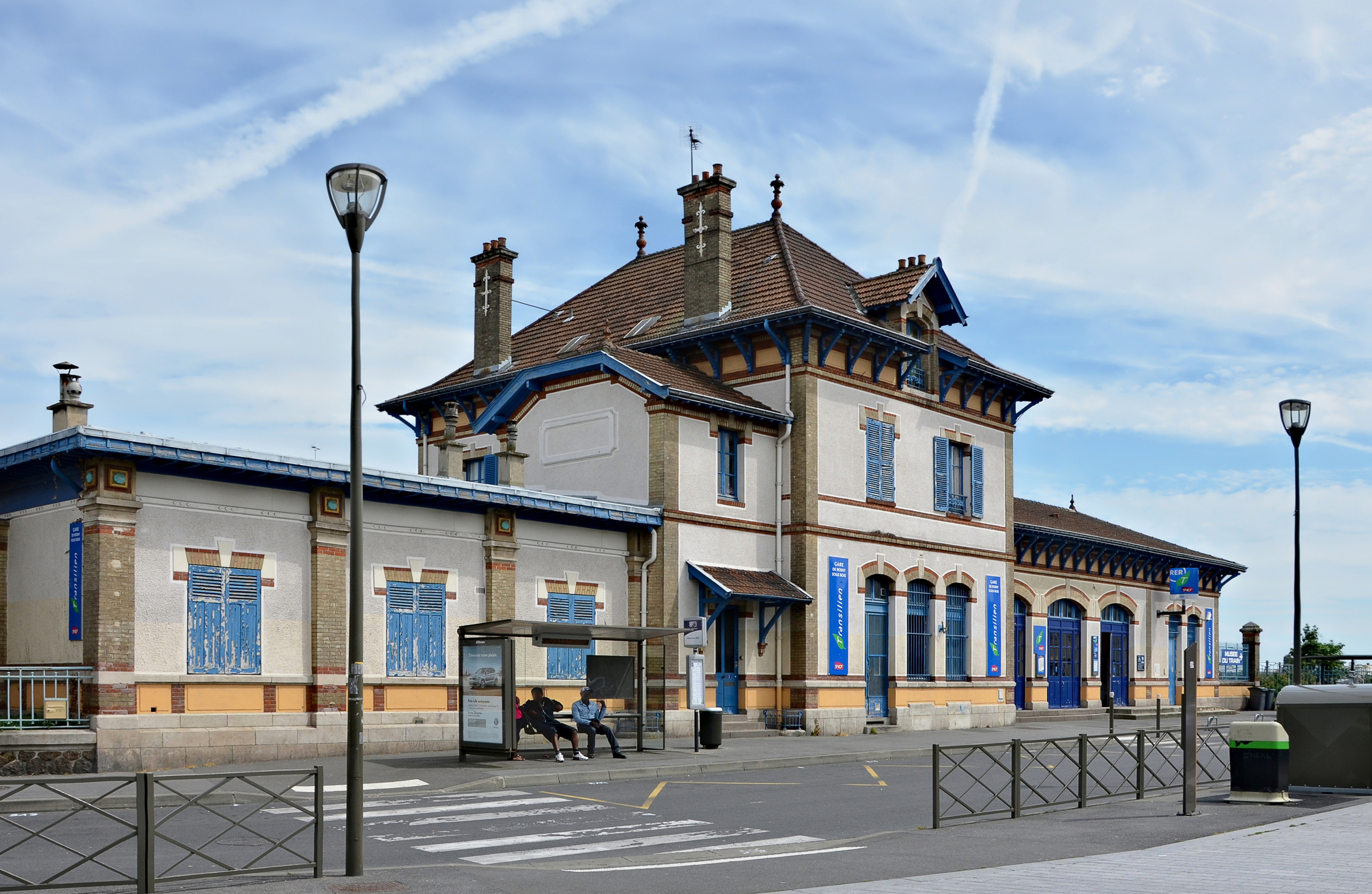
La gare en 2013

Ce bâtiment est plus vaste, plus moderne et est aussi richement décorée avec une façade recouverte d'enduit avec de nombreux bandeaux de brique ou de céramique, des boiseries et des ornements aux pilastres d'angle et en surplomb des travées.
Les quais sont également remplacés avec la création de deux quais en îlot desservis par une large passerelle métallique.
Depuis le 30 août 1999, la gare est desservie par les trains de la ligne E du RER parcourant la branche E4 à destination de Villiers-sur-Marne et, en soirée, de Tournan.
En 2023, selon les estimations de la SNCF, la fréquentation annuelle de la gare est de 5 704 642 voyageurs.

### Ligne de Grande ceinture
La gare de Rosny-sous-Bois - Neuilly-Plaisance se situe sur la ligne de Grande Ceinture où un service de voyageurs est assuré du 16 juillet 1877, avec l'ouverture de la section de Noisy-le-Sec à Juvisy, jusqu'au 15 mai 1939, quand cesse le trafic sur la section nord comprise entre Versailles-Chantiers et Juvisy via Argenteuil.

## Service des voyageurs

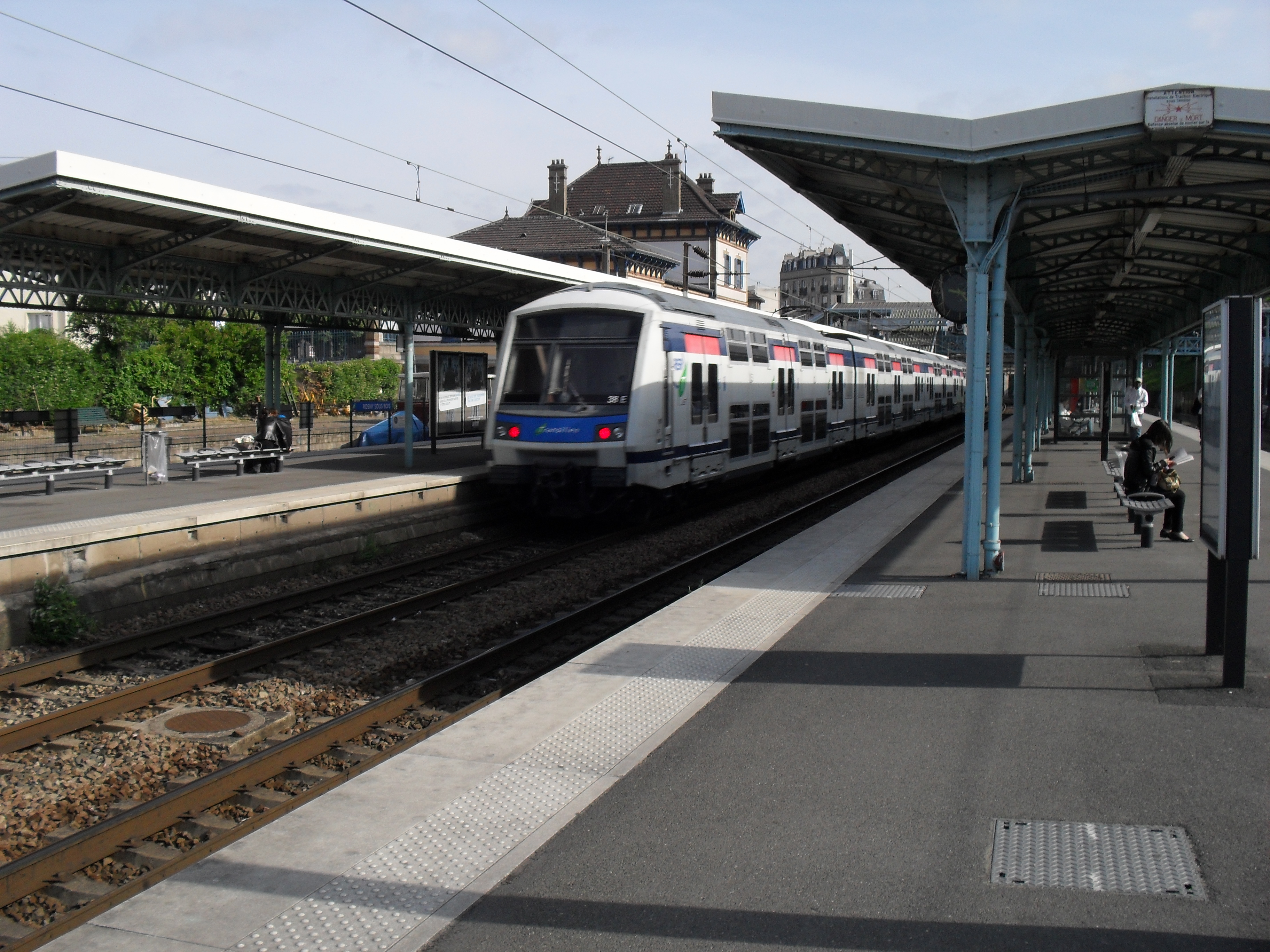
RER en gare.

### Accueil
Gare de la SNCF du réseau Transilien, elle dispose d'un bâtiment voyageurs, avec guichet, ouvert tous les jours. Elle est notamment équipée d'automates pour l'achat de titres de transport, Transilien et grandes lignes, et d'un système d'informations sur la circulation des trains en temps réel. Des aménagements, équipements et services sont à la disposition des personnes à la mobilité réduite.

### Accès
La gare comporte quatre accès :
- l'accès no 1 « Rue Marie Betremieux » est l'accès principal de la gare situé le long de la rue éponyme. La bâtiment principal envoie vers cet accès ;
- l'accès no 2 « Avenue Jean Jaurès » est l'accès nord-est et envoie les voyageurs vers l'hôtel de ville ;
- l'accès no 3 « Avenue de la République » est un accès sud de la gare situé le long de l'avenue de la République ;
- l'accès no 4 « Rue Victor Hugo » est l'autre accès sud qui est situé le long de l'avenue Jean Jaurès.

Accès à la gare
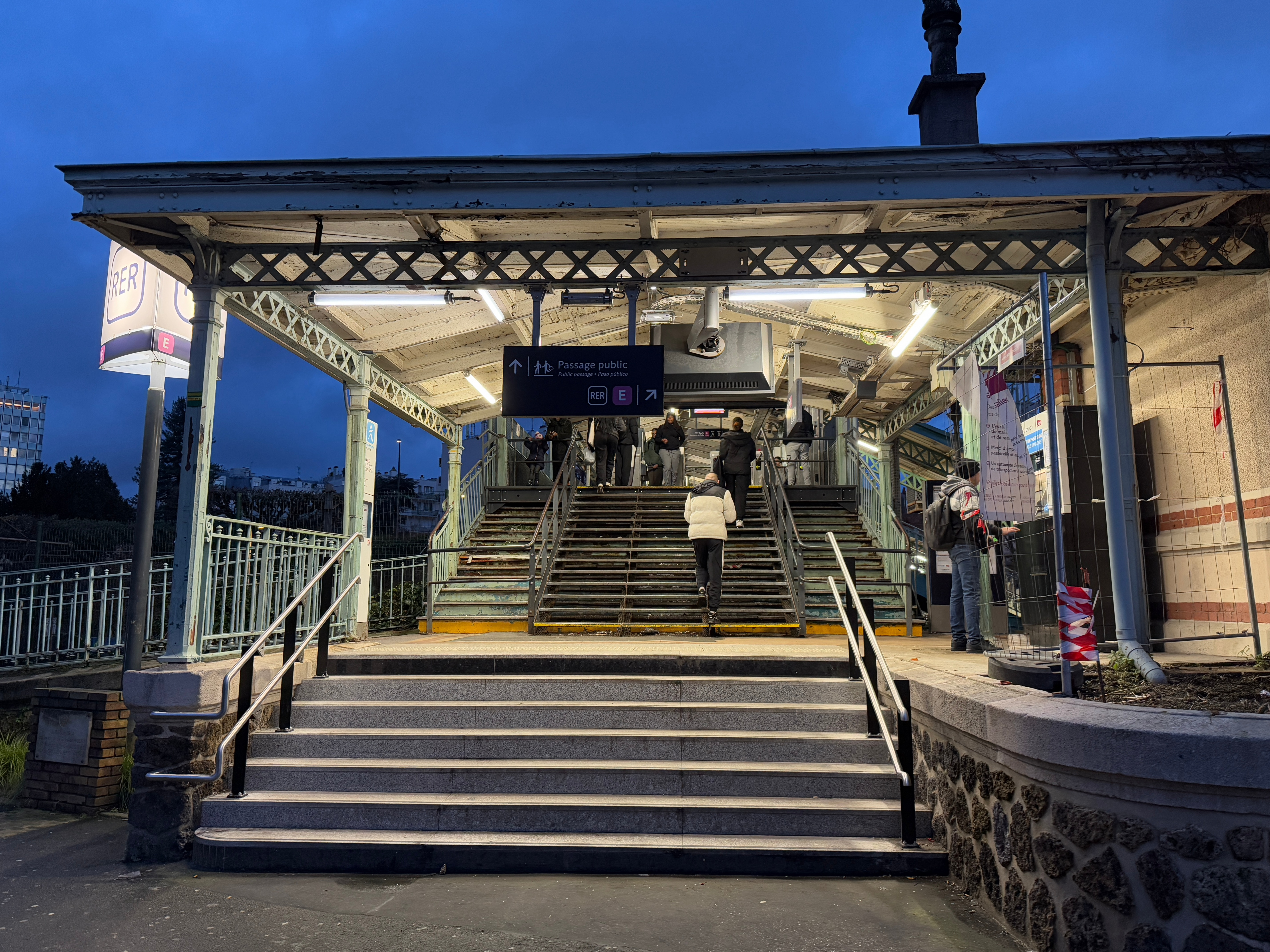
L'accès no 1 « Rue Marie Betremieux ».
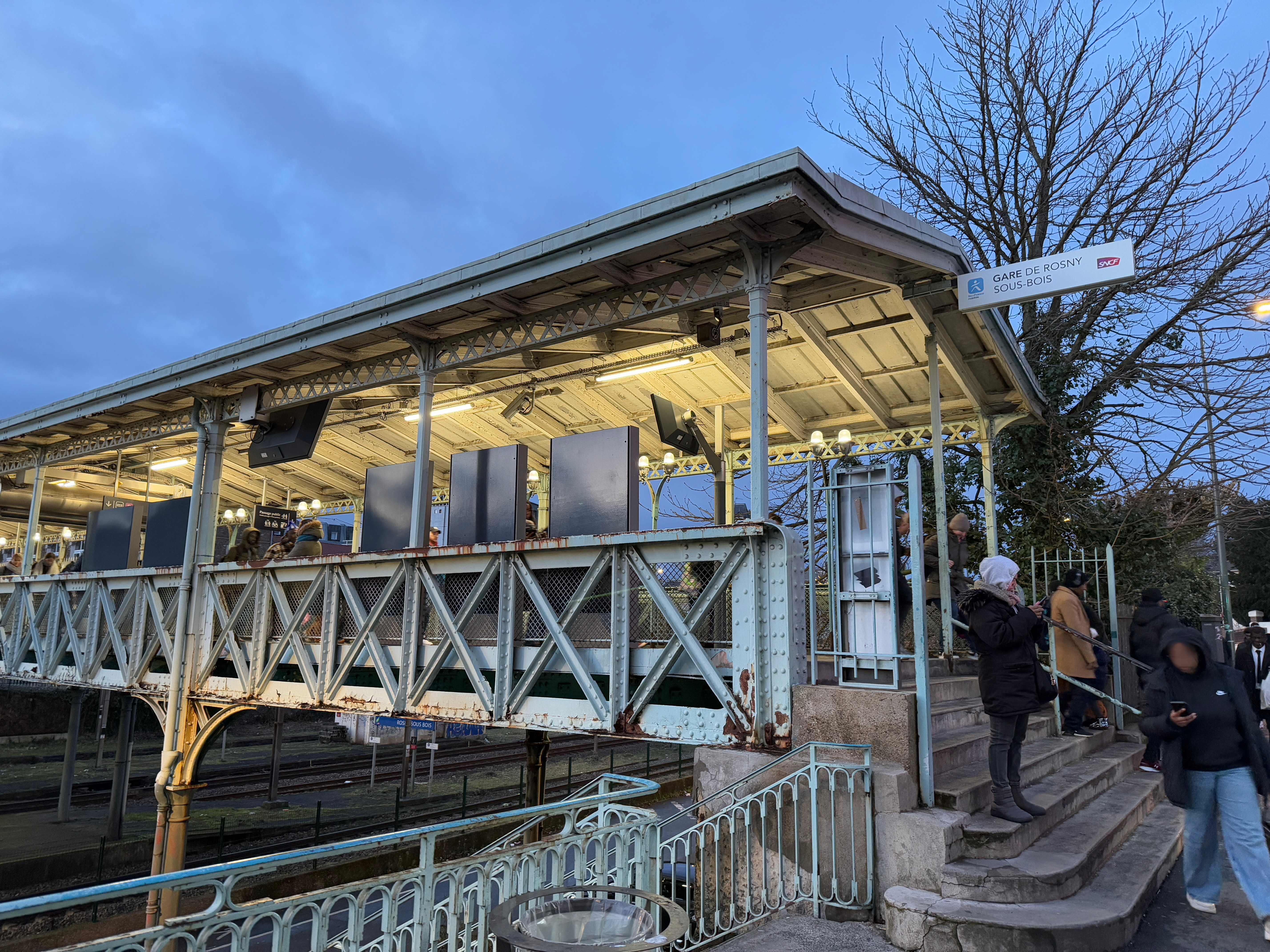
L'accès no 2 « Avenue Jean Jaurès ».
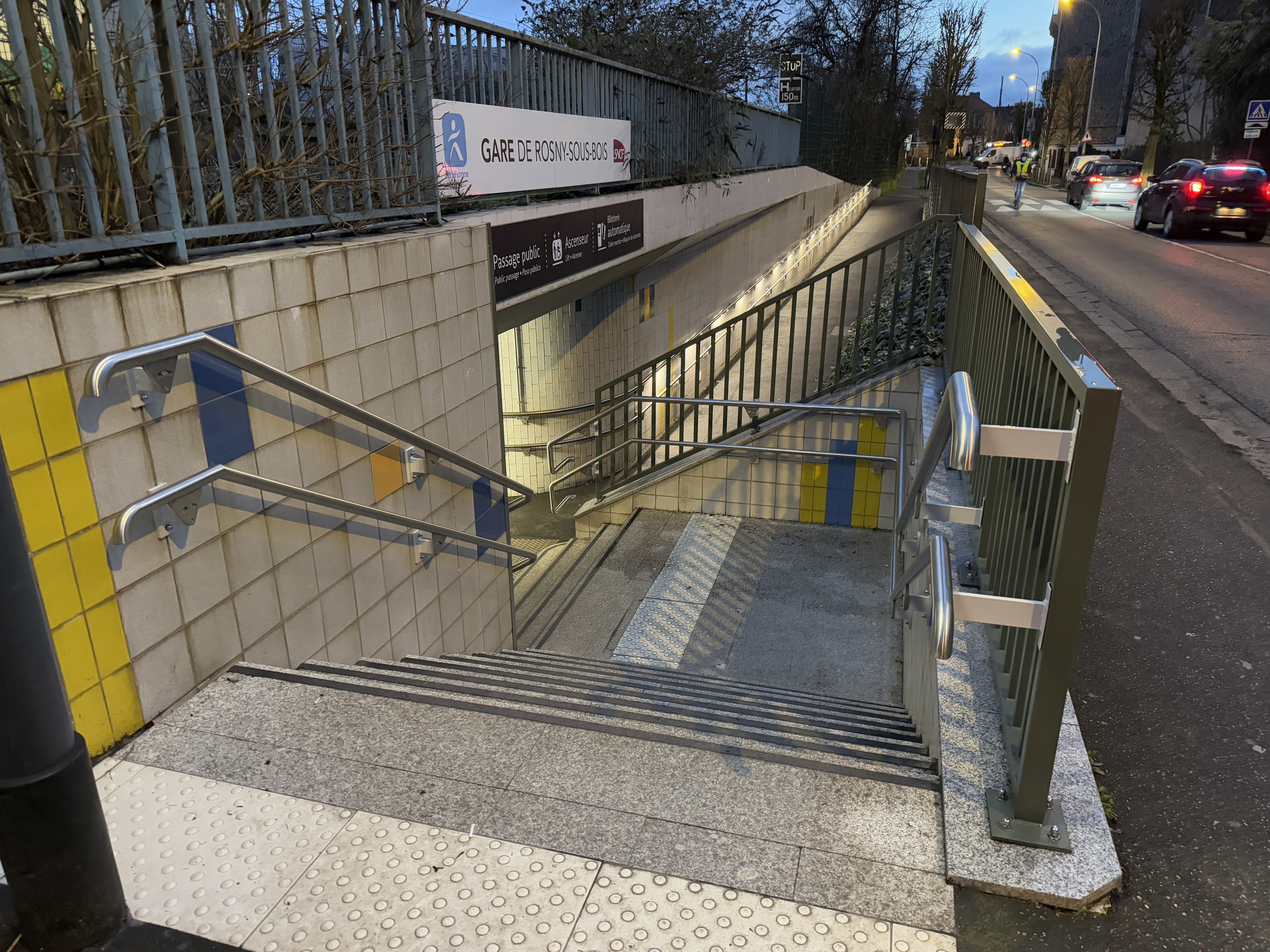
L'accès no 3 « Avenue de la République ».
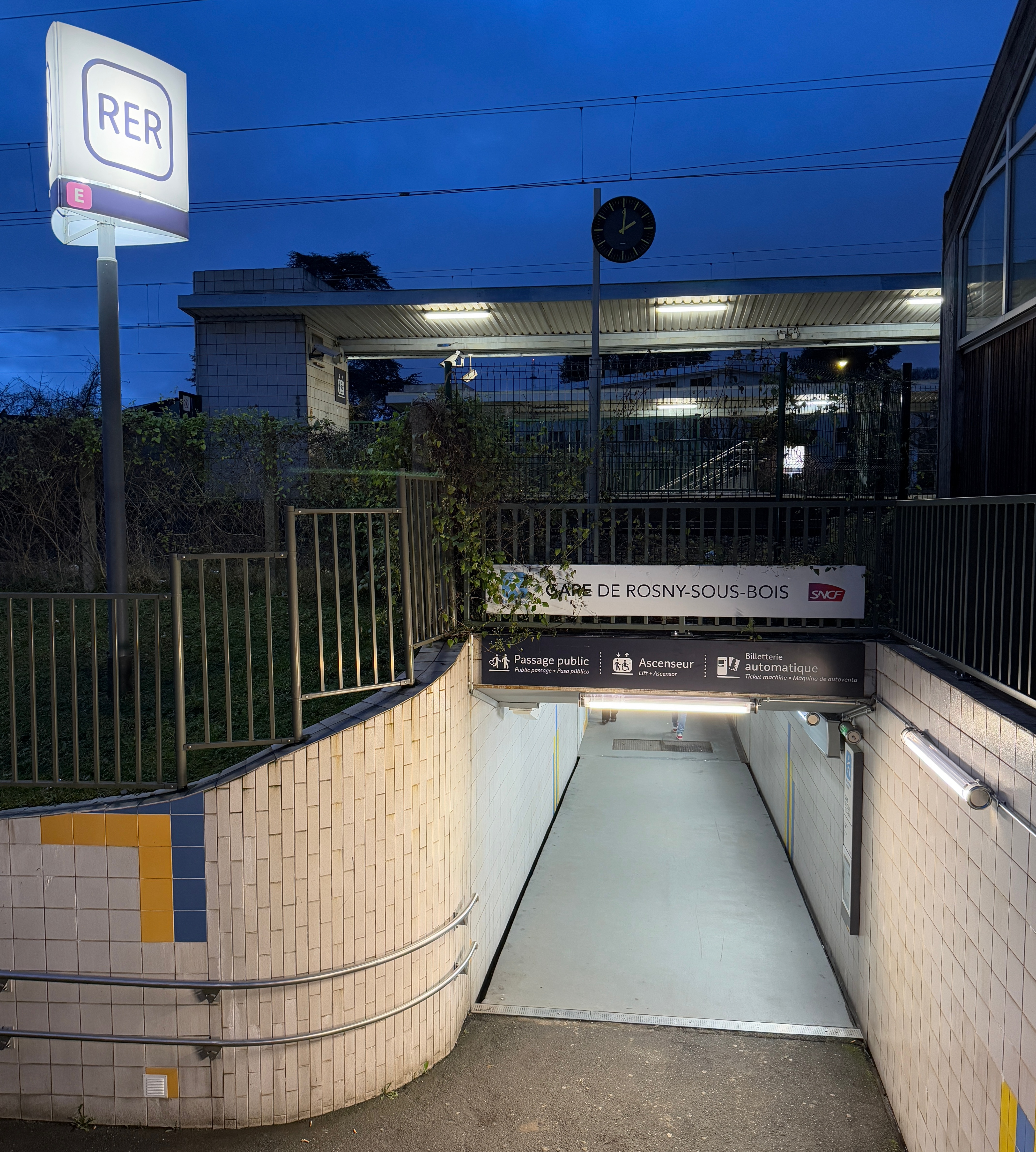
L'accès no 4 « Rue Victor Hugo ».

### Desserte
Rosny-sous-Bois est desservie par des trains de la ligne E du RER à raison (par sens) d'un train toutes les 15 minutes aux heures creuses, aux heures de pointe et en soirée. Elle voit passer plus de 79 trains vers Haussmann - Saint-Lazare et 78 trains vers Villiers-sur-Marne et Tournan (en soirée).

### Intermodalité
Elle dispose d'une gare routière desservie par des bus de la RATP (lignes : 124, 143 et 145), du réseau Titus (lignes : 1 et 2) et du réseau Noctilien (ligne N142).

## Musée du chemin de fer
Le bâtiment voyageurs abrite également Rosny-Rail, qui est un musée du chemin de fer local, antenne de la Cité du train, le musée français du chemin de fer situé à Mulhouse.